# August Treboniu Laurian
August Treboniu Laurian (Fofeldea, 17 luglio 1810 – Bucarest, 25 febbraio 1881) è stato un linguista rumeno  appartenente alla Scuola Transilvana, che riteneva necessaria la purificazione della lingua romena da qualsiasi termine non derivasse dal latino.
Nel 1845 fondò insieme a Nicolae Bălcescu la Rivista storica della Dacia, che fu chiusa dalle autorità nel 1847. Nel 1848 Laurian partecipò ai moti rivoluzionari.
La sua più importante opera è la Storia dei Romeni (1855).